# Rifugio al Pisciadù
De Rifugio al Pisciadù (volledige Italiaanse naam: Rifugio Franco Cavazza al Pisciadù, Duits: Pisciadùhütte) is een berghut in de Ladinische gemeente Corvara in de Italiaanse provincie Bozen-Zuid-Tirol.
De berghut, gelegen op een hoogte van 2585 meter in La Gran Ega (Val Badia) in de Sella, een subgroep van de Dolomieten, behoort toe aan de sectie Bologna van de Clup Alpino Italiano (CAI). Nabij de hut ligt het kleine bergmeertje Lago del Pisciadù, bekend vanwege zijn turquoise kleuren.
De berghut werd in 1903 gebouwd door de sectie Bamberg van de toenmalige Deutscher und Österreichischer Alpenverein (DuÖAV). Na de grenswijzigingen als gevolg van het Verdrag van Saint-Germain na de Eerste Wereldoorlog nam de CAI-sectie Bologna de hut over. In 1924 en 1985 werd de hut gerenoveerd. De hut is bereikbaar vanaf de zuidelijker gelegen Gardenapas (2121 meter), onder andere via de via ferrata Ferrata Tridentina, de meest beklommen Klettersteig in de Dolomieten. Deze route neemt ongeveer drie uur in beslag. Over de route 666 kost de tocht slechts ongeveer anderhalf uur. De Rifugio al Pisciadù is ook in drie uur bereikbaar vanaf Colfosco (1640 meter) via route 651. Een tocht naar de nabijgelegen Rifugio Boè (2871 meter) kost ongeveer twee uur. Bergen die beklommen worden vanaf de berghut zijn de Cima del Pisciadù (2980 meter, één uur klimmen), de Sass de Mezdì (2980 meter, een uur), de Sass de Lec (2936 meter, anderhalf uur) en de Castello dei Camosci (2929 meter, twee uur).